# Кубок Европы по бегу на 10 000 метров 2021
Кубок Европы по бегу на 10 000 метров 2021 года прошёл 5 июня в Бирмингеме (Великобритания). Забеги состоялись на стадионе Бирмингемского университета. Участники разыграли командный приз в соревнованиях у мужчин и женщин.
В 2020 году турнир был отменён из-за пандемии COVID-19. В 2021 году Европейская легкоатлетическая ассоциация не стала менять место проведения, поэтому Кубок Европы в третий раз подряд должен был пройти в Лондоне в рамках соревнований «Ночь личных рекордов» (англ. Night of the 10,000m PBs). Помимо профессиональных спортсменов, в них традиционно участвовало большое количество бегунов-любителей. В январе 2021 года организаторы этого турнира сообщили о невозможности его проведения в рамках действовавших коронавирусных ограничений, поэтому Британская федерация лёгкой атлетики перенесла Кубок Европы в Бирмингем, совместив его с национальным отбором на Олимпийские игры.
На старт в рамках Кубка Европы вышли 97 бегунов из 26 стран, из них 61 мужчина и 36 женщин. Каждая страна могла выставить до 6 человек в каждый из двух командных турниров. Победители определялись по сумме результатов 3 лучших участников.
Соревнования в Бирмингеме были одной из последних возможностей для легкоатлетов выполнить норматив на Олимпийские игры — 27.28,00 у мужчин и 31.25,00 у женщин (квалификационный период заканчивался 29 июня 2021 года). Чтобы помочь бегунам с выполнением этой задачи, организаторы выставили пейсмейкеров в сильнейшие забеги, а также оборудовали стадион системой «Wavelight» — светодиодами по внутреннему периметру беговой дорожки, которые загорались с необходимой скоростью.
Мужской и женский забеги проходили по схожему сценарию. Всеми предоставленными возможностями показать нужный результат воспользовались два человека: француз Мурад Амдуни у мужчин и израильская бегунья эфиопского происхождения Селамавит Тефери. Они с самого старта держались за спинами пейсмейкеров, а после их схода пытались не отстать от светодиодов «Wavelight». Остальные участники предпочли отпустить лидеров. В женском забеге за 1000 метров до финиша преимущество Тефери над вторым местом составляло 15 секунд, однако британки Эйлиш Макколган и Джессика Джудд успели его отыграть за оставшийся километр. Макколган вырвала победу, Джудд финишировала третьей, проиграв чемпионке чуть более секунды. Все три девушки выполнили олимпийский норматив. Среди мужчин побег Мурада Амдуни закончился чуть раньше. Испанец Карлос Майо и бельгиец Башир Абди догнали его на отметке 9000 метров. Амдуни переместился на третью позицию, но смог зацепиться за своими соперниками, а на финишной прямой вырвал победу спринтерским ускорением. Как и у женщин, все три призёра-мужчины превысили норматив на Олимпийские игры. В то же время, данный рубеж не покорился 38-летнему Мохаммеду Фара, 4-кратному олимпийскому чемпиону в беге на 5000 и 10 000 метров. Британец финишировал восьмым, уступив нормативу 22 секунды.
Мужская сборная Франции опередила хозяев всего на 17 секунд и в третий раз стала лучшей в командном зачёте. С момента предыдущей победы прошло 11 лет. Женская сборная Великобритании выиграла командный трофей в шестой раз в истории (третий подряд; пятый из последних шести). Суммарный результат трёх сильнейших британских бегуний (1:34.24,01) стал лучшим в истории соревнований. Прежнее достижение (1:34.57,71) принадлежало сборной Португалии и было установлено в 2009 году.

## Результаты

### Командное первенство
| Место | Команда                                                                                                | Время                                                       | Общее время |
| ----- | --- | ----------------------------------------------------------- | ----------- |
| 1     | Франция · Мурад Амдуни · Янн Шрюб · Мехди Фрер · Флориан Карвальо · Франсуа Баррер · Фабьян Пальсо     | 27.23,39 27.49,64 28.03,90 (28.35,04) (28.52,88) (30.24,31) | 1:23.16,93  |
| 2     | Великобритания · Марк Скотт · Мохаммед Фара · Эмиль Кейресс · Мэттью Лич · Кристиан Джонс · Джейк Смит | 27.49,94 27.50,64 27.53,19 (28.22,33) (28.23,50) (DNF)      | 1:23.33,77  |
| 3     | Испания · Карлос Майо · Хесус Рамос · Хуан Антонио Перес · Яго Рохо · Рауль Селада · Хорхе Бланко      | 27.25,00 27.49,73 28.27,91 (28.43,70) (28.56,48) (30.33,28) | 1:23.42,64  |
| 4     | Италия                                                                                                 |                                                             | 1:24.56,76  |
| 5     | Бельгия                                                                                                |                                                             | 1:25.24,73  |
| 6     | Украина                                                                                                |                                                             | 1:27.34,49  |

| Место | Команда | Время                                                       | Общее время |
| ----- | --- | ----------------------------------------------------------- | ----------- |
| 1     | Великобритания · Эйлиш Макколган · Джессика Джудд · Верити Оккенден · Эми-Элоиз Марковц · Саманта Харрисон · Дженнифер Несбитт | 31.19,35 31.20,96 31.43,70 (32.04,38) (32.39,20) (32.48,67) | 1:34.24,01  |
| 2     | Италия · Джованна Эпис · Анна Арнаудо · Ребекка Лонедо · Федерика Сугамьеле · Мартина Мерло                                    | 33.02,23 33.02,70 33.27,56 (34.08,12) (DNF)                 | 1:39.32,49  |
| 3     | Польша · Изабела Пашкевич · Ангелика Мах · Анна Баньковская · Ивона Бернарделли · Рената Плис                                  | 32.44,20 33.26,69 34.15,16 (34.49,99) (DNF)                 | 1:40.26,05  |

### Индивидуальное первенство
| Место | Спортсмен        | Страна         | Время    |
| ----- | ---------------- | -------------- | -------- |
| 1     | Мурад Амдуни     | Франция        | 27.23,39 |
| 2     | Башир Абди       | Бельгия        | 27.24,41 |
| 3     | Карлос Майо      | Испания        | 27.25,00 |
| 4     | Нильс Фойгт      | Германия       | 27.49,04 |
| 5     | Янн Шрюб         | Франция        | 27.49,64 |
| 6     | Хесус Рамос      | Испания        | 27.49,73 |
| 7     | Марк Скотт       | Великобритания | 27.49,94 |
| 8     | Мохаммед Фара    | Великобритания | 27.50,64 |
| 9     | Некагенет Криппа | Италия         | 27.51,93 |
| 10    | Эмиль Кейресс    | Великобритания | 27.53,19 |

| Место | Спортсмен         | Страна         | Время    |
| ----- | ----------------- | -------------- | -------- |
| 1     | Эйлиш Макколган   | Великобритания | 31.19,35 |
| 2     | Селамавит Тефери  | Израиль        | 31.19,50 |
| 3     | Джессика Джудд    | Великобритания | 31.20,96 |
| 4     | Верити Оккенден   | Великобритания | 31.43,70 |
| 5     | Эми-Элоиз Марковц | Великобритания | 32.04,38 |
| 6     | Луиза Гега        | Албания        | 32.16,25 |
| 7     | Сьюзан Джепту     | Франция        | 32.31,80 |
| 8     | Саманта Харрисон  | Великобритания | 32.39,20 |
| 9     | Майтане Мелеро    | Испания        | 32.41,34 |
| 10    | Изабела Пашкевич  | Польша         | 32.44,20 |